# Вар'яська сільська рада
Ва́р'яська сільська рада (ест. Varja külanõukogu, рос. Варьяский сельский совет) — сільська рада в Естонській РСР, адміністративно-територіальна одиниця в складі повіту Вірумаа (1945—1949), Йигвіського повіту (1949—1950) та Ківіиліського району (1950—1954).

## Населені пункти
Сільській раді підпорядковувалися населені пункти: 
села: Вар'я (Varja), Ябора (Ябара) (Jabora (Jabara), Соппа (Сопе) (Soppa (Sope), Молдова (Moldova), Коолмейстрі (Koolmeistri), Уусмятта (Uusmätta), Воорепере (Voorepere), Аа (Aa); поселення Вар'я (Varja asundus).

## Історія
13 вересня 1945 року на території волості Люґанузе у Віруському повіті утворена Вар'яська сільська рада з центром у селі Вар'я.
25 лютого 1949 року сільрада разом з волостю Люґанузе відокремлена від повіту Вірумаа, ставши складовою частиною утвореного повіту Йигвімаа.
26 вересня 1950 року, після скасування в Естонській РСР повітового та волосного поділу, сільська рада ввійшла до складу новоутвореного Ківіиліського сільського району.
17 червня 1954 року в процесі укрупнення сільських рад Естонської РСР Вар'яська сільська рада ліквідована, а її територія склала східну частину Люґанузеської сільської ради.